# Nine (stacja kolejowa)
Nine (port: Estação Ferroviária de Nine) – stacja kolejowa w Nine, Vila Nova de Famalicão, w dystrykcie Braga, w Portugalii. Znajduje się na Linha do Minho i Ramal de Braga.
Stacja została otwarta w 1875.